# 罗亚泰
罗亚泰（義大利語：Roiate），是意大利拉齐奥大区罗马首都广域市的一个市镇。总面积10.38平方公里，人口769人，人口密度74.1人/平方公里（2009年）。ISTAT代码为058090。